# Батькова наука
«Батькова наука» — український короткометражний мультфільм 1986 року виробництва Київської кіностудії науково-популярних фільмів.

Грицько

## Сюжет
Притча про те, як батько привчив працювати свого ледачого сина Грицька.

## Над мультфільмом також працювали
- Автори сценарію: Едуард Кірич, Цезар Оршанський
- Режисер-постановник: Цезар Оршанський
- Художник-постановник: Едуард Кірич
- Кінооператор: Олександр Мухін
- Звукооператор: Віктор Груздєв
- Художники-мультиплікатори: Н. Зурабова, Сергій Кушнеров
- Асистенти: О. Дьомкіна, В. Боженок
- Художники: О. Перекладова, Н. Кращина
- Режисер монтажу: Юна Срібницька
- Редактор: Наталя Гузєєва
- Директор знімальної групи: Іван Мазепа